# 帕尔瓦恩恰
帕尔瓦恩恰（Palwancha），是印度安得拉邦Khammam县的一个城镇。总人口68561（2001年）。

## 人口
该地2001年总人口68561人，其中男性35133人，女性33428人；0—6岁人口8837人，其中男4416人，女4421人；识字率62.34%，其中男性为69.01%，女性为55.32%。